# Centavo Fugio
El centavo Fugio (en inglés Fugio Cent) es la primera moneda oficial de un centavo de los Estados Unidos. Con un diseño de 0,36 onzas de cobre, su diseño se inspiró en las obras de Benjamin Franklin. 

## Historia

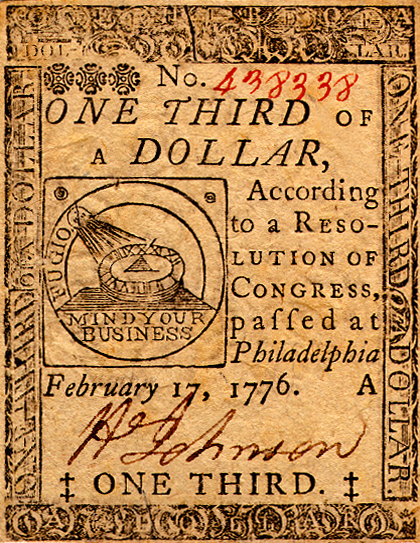
Moneda continental 1/3 dólar (anverso) con inscripciones "Fugio" y "Mind your business".

El 21 de abril de 1787, el Congreso de la Confederación de los Estados Unidos autorizó un diseño para un centavo de cobre oficial, más tarde denominado centavo Fugio debido a su imagen del sol que brilla en un reloj de sol con el título, "Fugio" (latín: huyo / vuelo). Esta moneda fue diseñada por Benjamín Franklin; como un recordatorio para sus titulares, puso en su parte inferior el mensaje "Mind Your Business". La imagen y las palabras forman un rebus que significa que "el tiempo vuela, haz tu trabajo". Este diseño también se utilizó en el "dólar continental" (emitido como monedas de denominación real desconocida y en billetes de diferentes denominaciones fraccionarias) en febrero de 1776.
Algunos historiadores creen que la palabra "negocio" se entendía literalmente aquí, ya que Franklin era un hombre de negocios influyente y exitoso. Dada la historia de Franklin, la publicación de los aforismos, puede haber tenido la intención de significar negocios tanto monetarios como sociales. 
El reverso de las monedas y billetes de papel de 1776, y las monedas de 1787, llevaba el tercer lema "We Are One" rodeado de trece cadenas de enlaces, que representan los trece estados coloniales originales. 
Tras la reforma del gobierno central con la ratificación de la Constitución de 1787 en 1789, las monedas de oro y plata pasaron al lema " E pluribus unum " del Gran Sello de los Estados Unidos. 